# Jean de Schleswig-Holstein-Sonderbourg-Glücksbourg
Jean de Schleswig-Holstein-Sonderbourg-Glücksbourg, prince de Schleswig-Holstein-Sonderbourg-Glücksbourg, est né le 5 décembre 1825 au château de Gottorp, à Schleswig, dans le duché du même nom, et décédé le 27 mai 1911 à Copenhague, au Danemark. Membre de la branche de Schleswig-Holstein-Sonderbourg-Glücksbourg de la maison d’Oldenbourg, il est brièvement régent du royaume de Grèce en 1867.

## Famille

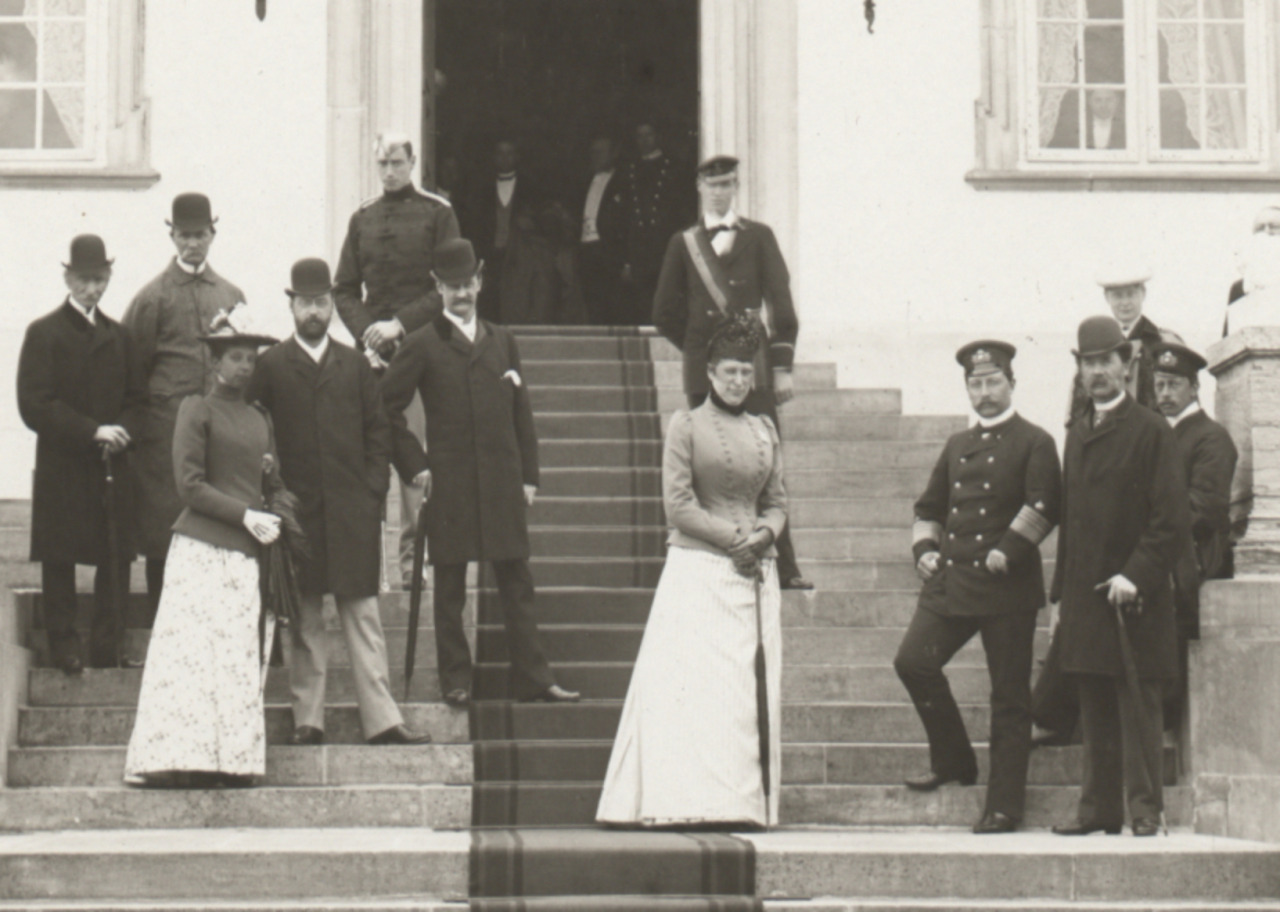
Le prince Jean (deuxième à partir de la gauche à côté de son frère, le prince Jules) assiste à la visite de l'empereur allemand Guillaume II (empereur allemand) à la famille royale danoise au château de Fredensborg en 1890.

Le prince Jean est le sixième fils et le neuvième enfant du duc Frédéric Guillaume de Schleswig-Holstein-Sonderbourg-Glücksbourg (1785-1831) et de son épouse la princesse Louise-Caroline de Hesse-Cassel (1789-1867). 
Par son père, il descend en ligne masculine du roi Christian III de Danemark (1503-1559) tandis que, par sa mère, il est l’arrière-petit-fils du landgrave Frédéric II de Hesse-Cassel (1720-1785). 
Le prince est par ailleurs le frère cadet du roi Christian IX de Danemark (1818-1906), ce qui l’apparente à la plupart des dynasties européennes de son époque (Russie, Royaume-Uni, Grèce, Norvège, Hanovre, etc.).

## Biographie
En 1867, le roi Georges Ier de Grèce quitte son pays pour effectuer un voyage diplomatique à travers l’Europe et se chercher une épouse en Russie. Il nomme alors, à Athènes, son oncle, le prince Jean, régent. Durant son mandat de plusieurs mois, le prince parvient à se faire aimer de la population grecque et sa mission est donc un succès.